# Villeneuve-du-Latou
Villeneuve-du-Latou é uma comuna francesa na região administrativa de Occitânia, no departamento de Ariège. Estende-se por uma área de 6,52 km². Em 2010 a comuna tinha 161 habitantes (densidade: 24,7 hab./km²).